# Partij voor de Dieren
Partij voor de Dieren (PvdD) neboli Strana pro zvířata je politická strana v Nizozemsku. Byla založena v roce 2002, k zakladatelům patřila právnička a spisovatelka Marianne Thieme. Strana sídlí v Amsterdamu a má okolo čtyřiadvaceti tisíc registrovaných členů. Jejím hlavním programovým cílem je zpřísnění legislativy proti týrání zvířat, vystupuje také proti globalizaci a rozšiřování eurozóny. V roce 2006 se stala první stranou na světě, která se s programem ochrany zvířat dostala do parlamentu. Je zastoupena v obou komorách nizozemského parlamentu i v Evropském parlamentu. Profiluje se jako tzv. beginselpartij (zásadová strana): v Nizozemsku neexistuje uzavírací klauzule a ve sněmovně je zastoupena každá strana, která získá ve volbách alespoň 0,67 % hlasů. Malé strany jako PvvD, které nemají šanci na vstup do vládní koalice, se proto místo uzavírání politických dohod soustředí na prosazování své agendy.